# Казела ди Кастелнуово (Болоња)
Казела ди Кастелнуово (итал. Casella di Castelnuovo) је насеље у Италији у округу Болоња, региону Емилија-Ромања.
Према процени из 2011. у насељу је живело 15 становника. Насеље се налази на надморској висини од 404 м.